# NGC 3783
NGC 3783 is een balkspiraalstelsel in het sterrenbeeld Centaur. Het hemelobject werd op 21 april 1835 ontdekt door de Britse astronoom John Herschel.

## Synoniemen
- ESO 378-14
- MCG -6-26-4
- TOL 55
- IRAS 11365-3727
- PGC 36101